# Sternschaltung

Allgemeine Sternschaltung:
Jeder Anschluss ist über einen Widerstand mit dem Sternpunkt verbunden.

Eine Sternschaltung ist die Zusammenschaltung beliebig vieler Anschlüsse über je einen Widerstand an einen gemeinsamen Punkt, der als Sternpunkt bezeichnet wird.

## Sternschaltung in Drehstromsystemen

Sternschaltung
für Drehstromkreis an einem dreiphasigen 230-V-Netz mit 120° Phasenverschiebung

In der Sternschaltung werden die Anschlüsse der drei Stränge eines Drehstrombetriebsmittels (z. B. Drehstrommotor, Drehstromgenerator oder Drehstromtransformator) an ihren Enden in Form eines Sterns miteinander verbunden. Der so entstandene Zusammenschluss bildet den Mittelpunkt, der auch Sternpunkt oder Neutralpunkt genannt wird. Die Wicklungsanfänge bilden dann die Anschlüsse für die Außenleiter (L1, L2 und L3) eines Drehstromsystems. Bei symmetrischen Lasten addieren sich hier die Ströme der einzelnen Stränge im Sternpunkt auf Null, daher kann in einigen Fällen auf die Verbindung von Sternpunkt und Neutralleiter verzichtet werden.
Bei symmetrischer Belastung (d. h. die drei Stränge U, V, W haben die gleiche Impedanz) liegt über den Wicklungen U, V und W die Strangspannung (auch: Sternspannung) an. Diese ist um den Verkettungsfaktor niedriger als die Leiterspannung. Ausgehend von der in Europa üblichen Außenleiterspannung von 400 Volt beträgt die Strangspannung zwischen einem der Außenleiter (L1, L2 oder L3) und dem Neutralleiter (N) 230 Volt.
Der Verkettungsfaktor gibt das Verhältnis von Außenleiterspannung/verkettete Spannung (400 V) zu Strangspannung/Sternspannung (230 V) an. Er entspricht bei drei Außenleitern der Quadratwurzel aus 3, gerundet 1,732. Beispielsweise folgt aus einer Sternspannung von 230 V die verkettete Spannung von:
{\displaystyle \mathrm {230\,V} \cdot {\sqrt {3}}\approx \mathrm {400\,V} }
Durch geeignete Transformatoren ist es möglich, ein Vier-Leiter-Sternschaltungssystem in ein Drei-Leiter-Dreieckssystem umzuwandeln und umgekehrt.
Einzelne Phasenstränge dieser Schaltung finden in Haushalten als bekannter 230-V-Anschluss (in Deutschland und in Österreich Schuko, in der Schweiz SEV 1011) für sogenannte Teilverbraucher ihre Verwendung.
Der gemeinsame Einsatz der drei Phasenstränge erfolgt unter anderem bei Elektromotoren (Drehstrommotor) und elektrischen Heizsystemen. Hier werden die jeweiligen Enden der drei Phasenstränge wie folgt bezeichnet:
- u1 — u2
- v1 — v2
- w1 — w2

Um z. B. einen Elektromotor in Sternschaltung zu betreiben, werden die Außenleiter L1, L2 und L3 mit den Strangenden u1, v1, und w1 folgendermaßen verbunden:
- L1 an u1
- L2 an v1
- L3 an w1

Die übrigen Enden der Phasenstränge u2, v2 und w2 werden miteinander verbunden und bilden den Sternpunkt.
Die Energieversorgungsunternehmen streben eine gleichmäßige Belastung der drei Phasenstränge an. Da die drei Phasenstränge in der Praxis ungleichmäßig belastet sind, fließt im Neutralleiter deshalb ein vom Grad der Asymmetrie abhängiger Ausgleichsstrom.

## Sternpunktbehandlung
In Nieder- und Mittelspannungsnetzen erfolgt eine differenzierte Sternpunktbehandlung. Dabei wird generell zwischen der niederohmigen Sternpunkterdung, der strombegrenzenden Erdung, dem isolierten Sternpunkt, der Resonanzsternpunkterdung und der aktiven Sternpunkterdung unterschieden.

### Niederohmige Sternpunkterdung (NOSPE)
Die niederohmige Sternpunkterdung soll im Fehlerfall dafür sorgen, dass ein Strom fließt, der hoch genug ist, die Schutzgeräte des Netzschutzes ansprechen zu lassen. Gleichzeitig soll der Strom aber einen bestimmten Grenzwert nicht überschreiten, um Schäden an Betriebsmitteln oder Anlagenteilen auszuschließen.
Wie der Fehlerstrom ausgewertet wird und welche Aktionen durch die Schutzgeräte ausgelöst werden (sofortiges AUS, automatische Wiedereinschaltung), hängt letztlich vom vorhandenen Netz ab.

### Kurzzeitig niederohmige Sternpunkterdung (KNOSPE)
Die kurzzeitig niederohmige Sternpunkterdung arbeitet prinzipiell wie die Resonanzsternpunkterdung (RESPE), siehe unten. Im Fehlerfall und auch nur für dessen Dauer wird der Sternpunkt des speisenden Transformators kurzzeitig niederohmig geerdet (NOSPE). 

### Strombegrenzende Erdung
Der Sternpunkt des Dreileitersystems wird über eine Resistanz gegenüber dem Nullpotential angeschlossen. Es treten die gleichen Vorteile wie bei der NOSPE auf, nämlich, dass eine schnelle selektive Abschaltung des Fehlers erfolgt. Ein weiterer Vorteil ist, dass die Fehlerströme nicht die Größe der Fehlerströme bei der NOSPE erreichen und so die Leistungsschalter, die zur Durchführung der Kurzunterbrechung notwendig sind, für geringere Fehlerströme dimensioniert werden können.
Ein Nachteil besteht hier allerdings darin, dass bei ausgedehnten Netzen der Fehlerstrom eventuell zu klein sein könnte, um vom Schutz als solcher erkannt zu werden.

### Isolierter Sternpunkt
Diese Erdungsart wird meist in Mittelspannungsnetzen mit geringer Ausdehnung, beispielsweise am Kraftwerksgenerator oder im Kraftwerkseigenbedarf, eingesetzt. Dort ist meist mit symmetrischen Belastungen und symmetrischer Erzeugung zu rechnen, sodass im Normalbetrieb keine unzulässigen Sternpunktverlagerungsspannungen (Sternpunktverschiebung) auftreten. Da ein eventueller Fehlerstrom von den Erdkapazitäten der nachfolgenden Leitungen bzw. Kabel bestimmt wird, darf deren Ausdehnung einige Kilometer nicht überschreiten, sodass der zulässige Fehlerstrom von 100 A nicht überschritten werden kann.
Ein Vorteil von Netzen mit isoliertem Sternpunkt ist, dass im Fehlerfall keine sofortige Abschaltung notwendig ist. Wenn z. B. ein einpoliger Erdschluss auftritt, ist der Erdschlussstrom so klein, dass nicht abgeschaltet werden muss. Bei diesem Fehlerfall wird allerdings die Spannung gegenüber Erde der anderen zwei Phasen um den Faktor {\displaystyle {\sqrt {3}}} erhöht, was zu einer stärkeren Isolationsbeanspruchung führt. Deshalb sind isolierte Sternpunkte nicht in Höchstspannungsnetzen möglich.

### Resonanzsternpunkterdung (RESPE)
Bei der Resonanzsternpunkterdung wird der Sternpunkt über eine so genannte Petersen-Drossel auf Erde gelegt. Die Größe der Induktivität wird dabei auf die Streukapazitäten der Leitungen gegenüber Erde abgestimmt, so dass eine Resonanz bei knapp über 50 Hz im Erdschlussfall auftritt, also die Impedanz von Petersen-Drossel und Erdkapazitäten nahezu gleich groß ist. Das Prinzip beruht darauf, dass der überwiegend kapazitive Fehlerstrom mit einer Phasenverschiebung von +90° durch einen entsprechenden induktiven Strom, hervorgerufen durch die Petersen-Drossel, mit einer idealen Phasenverschiebung von −90° kompensiert wird.
Es wird jedoch meist eine Verstimmung des Schwingkreises von 10 – 20 % vorgesehen, damit bei unkontrollierten Abschaltungen langer Freileitungen, bspw. im Fehlerfall, die Resonanzfrequenz nicht genau 50 Hz beträgt, sondern weiterhin leicht darüber. Würde die Resonanzfrequenz genau 50 Hz betragen, so könnte es zu Resonanzüberhöhungen der Spannung im Sternpunkt kommen und eine Gefährdung des Betriebes könnte vorliegen. Ein weiterer Vorteil der leichten Überkompensation ist, dass induzierten Strömen paralleler Drehstromsysteme (bspw. zweier Systeme verschiedener Spannungsebenen auf einem Freileitungsmast) ein definierter Widerstand ungleich 0 entgegengesetzt wird und diese so nicht unzulässig hoch werden können.
Der Vorteil dieser Methode ist, dass eine unterbrechungsfreie Versorgung der Verbraucher sowie untergeordneter Netzstrukturen möglich ist. Es entsteht jedoch eine Spannungsüberhöhung in den intakten Phasen um den Faktor {\displaystyle {\sqrt {3}}} und bei Kabelnetzen ist durch die hohen Kapazitäten zur Erde mit hohen Kurzschlussströmen zu rechnen – dadurch auch mit einer starken Erwärmung der Betriebsmittel.
In Hochspannungsnetzen kann die Resonanzsternpunkterdung so nicht mehr eingesetzt werden. Es fließt zusätzlich zu dem kapazitiven Erdstrom noch ein Wirkstromanteil über die Betriebsleitwerte der Leitungen. Dieser wird von der Petersen-Drossel nicht kompensiert. Es ist eine aktive Sternpunkterdung notwendig, die einen um 180° phasenverschobenen Wirkstrom einprägt, so dass er sich mit dem Wirkreststrom zu Null ergänzt.

### Aktive Sternpunkterdung
Im Falle der aktiven Sternpunkterdung wird mit Hilfe einer leistungselektronischen Messeinrichtung und einem statischen Umrichter eine dem Wirkreststrom entgegengesetzte Komponente in das Nullsystem des Netzes eingeprägt. So kann der Wirkreststrom nahezu komplett kompensiert werden, sodass ein Selbstlöscheffekt am Lichtbogen aufgrund der geringen verbleibenden Stromstärke einsetzt.
Diese Sternpunktbehandlung besitzt bis heute keine abschließende Marktreife und wird meist nur in Versuchsanlagen oder Industrienetzen eingesetzt. Mit diesem Konzept ist es jedoch auch möglich, Höchstspannungsnetze bei einem vorliegenden Fehler unterbrechungsfrei weiterzubetreiben und so eine dauerhafte Versorgung der Verbraucher, ohne Einsatz der Kurzunterbrechung, zu gewährleisten.

## Umwandlung in Polygonschaltung
Eine Sternschaltung mit n Klemmen lässt sich über die Stern-Polygon-Transformation in eine äquivalente Polygonschaltung mit {\displaystyle {\tfrac {n\,(n-1)}{2}}} Widerständen umwandeln. Hierbei gilt für die Leitwerte der Widerstände die Umwandlung
{\displaystyle G_{kr}={\frac {G_{k0}\,G_{r0}}{G_{s}}}}
mit
{\displaystyle G_{s}=\sum \limits _{l=1}^{n}G_{l0}},
wobei {\displaystyle k,r,l\in \left[1,n\right]\subset \mathbb {N} }.